# Алс-Умальонс
Алс-Умальо́нс (кат. Els Omellons, вимова літературною каталанською [əłs umə'ʎɔns]) — муніципалітет, розташований в Автономній області Каталонія, в Іспанії. Код муніципалітету за номенклатурою Інституту статистики Каталонії — 251538. Знаходиться у районі (кумарці) Ґаррігас (коди району — 18 та GG) провінції Льєйда.